# マーガレット・エクポ国際空港
マーガレット・エクポ国際空港（Margaret Ekpo International Airport）は、ナイジェリアの南東部、クロスリバー州の州都カラバルにある空港である。政治家マーガレット・エクポを記念して命名された。カラバル空港（Calabar Airport）とも呼称される。

## 就航路線
| 航空会社                         | 就航地           |
| -------------------------------- | ---------------- |
| エアロ・コントラクターズ         | ラゴス           |
| アリクエア                       | アブジャ, ラゴス |
| アソシエイテッド・アビエーション | ラゴス           |
| ダナ・エア                       | ラゴス [休止中]  |